# Zona Libre

Muros marroquíes en el territorio del Sahara Occidental. En amarillo, los Territorios Liberados controlados por la RASD.

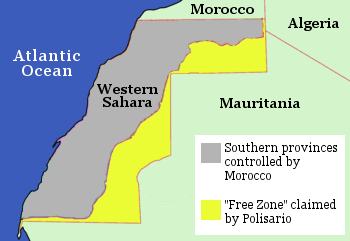
El muro marroquí sigue la línea que se halla entre la franja amarilla y la grisácea.

La Zona Libre, también conocida como Territorios Liberados, es un término utilizado por el Frente Polisario para describir la parte del Sahara Occidental bajo su control y que se encuentra al este del muro fronterizo marroquí y al oeste y al norte de las fronteras con Argelia y Mauritania, respectivamente. La Zona Libre está separada del resto del territorio del Sahara Occidental por un muro de 2200 kilómetros, protegido por uno de los mayores campos de bombas terrestres del mundo. El muro es conocido como la berma.
La Zona Libre está controlada por la República Árabe Saharaui Democrática, a diferencia de la zona al oeste de la berma, que está controlada por Marruecos como parte de sus Provincias del Sur. Ambos Estados reclaman la totalidad del Sáhara Occidental como su territorio.
La zona se consolidó como área controlada por el Polisario en un alto el fuego de 1991 entre el Frente Polisario y Marruecos, que se había acordado conjuntamente como parte del Plan de Arreglo. Marruecos controla las zonas situadas al oeste de la berma, incluida la mayor parte de la población del territorio. El alto el fuego es supervisado por las fuerzas de la MINURSO de las Naciones Unidas, encargadas del mantenimiento de la paz en la zona y de la organización de un referéndum sobre la independencia.

## Estatus y acuerdo militar
La berma sigue la línea entre las áreas gris y amarilla. El estatus del Sáhara Occidental es objeto de acaloradas disputas entre el Polisario y Marruecos, y esto incluye los nombres utilizados para referirse a las zonas bajo el control de las diferentes partes. Marruecos se refiere habitualmente a la región controlada por el Polisario como una "zona de amortiguación" o "franja de protección", y afirma que no se permite la entrada a las fuerzas del Polisario, y que tanto las actividades militares como la construcción civil en esta zona constituyen violaciones de su acuerdo de alto el fuego. El Frente Polisario, por su parte, alega que esto no se corresponde con las disposiciones del acuerdo que regula el estatuto del territorio, que Marruecos firmó en 1991, y considera que la "franja de amortiguación" es sólo una pequeña parte de todo el territorio.
Esta zona sirve como tierra de nadie para la división de fuerzas. Las zonas situadas fuera de esta zona están abiertas a la actividad de la parte que las controla, siempre que se respeten algunas restricciones a los movimientos militares. Del mismo modo, el Polisario llama a las áreas un "territorio liberado" o la "zona libre", pero esta no es una designación oficial. La ONU lo llama simplemente "al este de la berma", y se refiere a los territorios bajo control marroquí como "al oeste de la berma", por lo que no sanciona las reclamaciones de ninguna de las partes.
Según el Plan de Arreglo, la circulación de los combatientes del Polisario está restringida de forma similar a como las fuerzas marroquíes se enfrentan a las restricciones en su lado de la berma. La MINURSO detalla las siguientes restricciones para las diferentes zonas:
- Una franja de amortiguación (BS) de 5 kilómetros de ancho (3 millas) al sur y al este de la berma.
- Dos Áreas Restringidas (RA) de 30 kilómetros de ancho (19 millas) a lo largo de la berma. La Franja de Amortiguación está incluida en la Zona Restringida del lado del POLISARIO (FPOL) y la berma está incluida en la Zona Restringida del lado del Ejército de Marruecos (RMA).
- Dos Áreas con Restricciones Limitadas (ALR, por sus siglas en inglés), que son las dos vastas extensiones de tierra restantes del Sáhara Occidental a ambos lados, respectivamente.

Cada una de las cinco partes tiene restricciones específicas en cuanto a las actividades militares de las dos partes: 
- Franja de amortiguamiento: No se permite la entrada de personal y equipos de RMA y FPOL, por tierra o aire. No se permite disparar armas dentro o sobre el área.
- Áreas restringidas: No se permite el disparo de armas y/o ejercicios de entrenamiento militar, con excepción de las actividades de entrenamiento físico de personal desarmado. No hay refuerzos tácticos, no hay redespliegue o movimiento de tropas, cuarteles generales/unidades, almacenes, equipo, municiones, armas, no hay entrada de aviones militares y no hay mejoras en las infraestructuras de defensa. Se aplican algunas excepciones y algunas actividades están permitidas previa información o aprobación por parte de la MINURSO (Nota: estas son restricciones en resumen, para obtener información detallada, por favor lea la MA#1 en su totalidad). Zonas con restricciones limitadas: Se pueden llevar a cabo todas las actividades militares normales, excepto el refuerzo de los campos de minas existentes, la colocación de minas, la concentración de fuerzas, la construcción de nuevos cuarteles, cuarteles e instalaciones de almacenamiento de municiones. Es necesario informar a la MINURSO si las partes tienen la intención de realizar ejercicios militares, incluido el disparo de armas de calibre superior a 9 m.

## Población y actividades en la zona
La población de la Zona Libre se estima entre 30.000 y 40.000 habitantes. En comparación, se estima que 500.000 habitantes viven al oeste del Muro, de los cuales los colonos marroquíes representan al menos dos tercios. Tras la Marcha Verde de 1975, el Estado marroquí ha patrocinado planes de asentamiento que han atraído a miles de marroquíes a trasladarse a la parte ocupada por Marruecos (80% del territorio). 
La República Árabe Saharaui Democrática ha fijado en dos poblaciones de esta zona su capital administrativa: Bir Lehlu, y sobre todo en Tifariti. Sus principales asentamientos son: Agüenit, Bir Lehlu, Bir Tiguisit, Dougaj, Meharrize, Miyek, Tifariti y Zug.
A partir de 2009, el gobierno saharaui comienza un programa de reconstrucción y urbanización de distintas localidades de estos territorios liberados, con el fin de dotar a la zona de unas condiciones de habitabilidad adecuadas para el retorno de los refugiados saharauis de Tinduf.
El acceso es difícil incluso para los saharauis debido al duro clima del Sáhara, el conflicto militar y la abundancia de minas terrestres. La zona está habitada principalmente por nómadas saharauis, que mantienen el pastoreo tradicional de camellos de sus antepasados, entre la zona, el norte de Mauritania y los campamentos de refugiados. También hay una pequeña población de comerciantes, que venden mercancías a los viajeros.
Los principales acontecimientos políticos saharauis, como los congresos del Polisario y las sesiones de apertura del Consejo Nacional Saharaui (el parlamento de la RASD en el exilio) se celebran en la zona (especialmente en Tifariti y Bir Lehlou), ya que se considera social, política y simbólicamente importante llevar a cabo los asuntos políticos en tierra saharaui.

## Poderío militar de las tropas del Frente Polisario
Las tropas del Polisario (del Ejército Popular Saharaui de Liberación) en la zona están divididas en siete "regiones militares", cada una controlada por un alto comandante que depende del presidente de la proclamada República Árabe Saharaui Democrática por el Polisario. Se desconoce el tamaño total del ejército guerrillero del Polisario presente en esta zona. Algunas fuentes afirman que entre 3.000 y 6.000 hombres, mientras que otras elevan el número a 12.000, con combatientes adicionales estacionados en Argelia, Mauritania o desmovilizados debido al alto el fuego. Estas fuerzas se atrincheran en posiciones permanentes, como emplazamientos de armas, trincheras defensivas y bases militares subterráneas, además de realizar patrullas móviles en el territorio.

## Incidentes en la zona
La concentración de fuerzas militares para la conmemoración del 30º aniversario de la República Saharaui fue objeto de reproches por parte de las Naciones Unidas, ya que se consideró un ejemplo de violación del alto el fuego llevar una concentración de fuerzas tan grande a la zona.
La Minurso informa de que cada mes se producen una media de 2 a 4 violaciones de este tipo en todo el territorio del Sáhara Occidental entre las dos partes. Además de esto, hay varias violaciones más relacionadas con comandantes locales de ambos bandos que se niegan a inspeccionar sus fuerzas por parte del personal de la Minurso. A modo de ejemplo, la página web de la misión cita el mes de junio de 2006, cuando hubo "189 violaciones de la libertad de circulación, todas ellas relacionadas con la denegación de la entrada de los oficiales militares de las Naciones Unidas a los puntos fuertes y unidades de las partes".
Las manifestaciones anuales contra el Muro de Marruecos son organizadas en la región por saharauis y activistas internacionales de España, Italia y otros países principalmente europeos. Estas acciones son observadas de cerca por la ONU.